# Boom!
Boom! is een Britse dramafilm uit 1968 onder regie van Joseph Losey. Het scenario is gebaseerd op het toneelstuk The Milk Train Doesn't Stop Here Anymore (1963) van de Amerikaanse auteur Tennessee Williams.

## Verhaal
De rijke schrijfster Sissy Goforth brengt haar laatste dagen door op een eiland in de Middellandse Zee. Daar gelden haar eigen regels. Wanneer de engel des doods langskomt, gaan ze een gesprek aan over leven, dood en godsdienst.

## Rolverdeling
| Acteur           | Personage      |
| ---------------- | -------------- |
| Elizabeth Taylor | Sissy Goforth  |
| Richard Burton   | Chris Flanders |
| Noël Coward      | Heks van Capri |
| Joanna Shimkus   | Juffrouw Black |
| Michael Dunn     | Rudi           |
| Romolo Valli     | Dokter Luilo   |
| Fernando Piazza  | Etti           |
| Veronica Wells   | Simonetta      |
| Howard Taylor    | Journalist     |